# Alleshausen
Alleshausen är en kommun i Landkreis Biberach i det tyska förbundslandet Baden-Württemberg. Folkmängden uppgår till cirka 550 invånare, på en yta av 11,31 kvadratkilometer.
Kommunen ingår i kommunalförbundet Bad Buchau tillsammans med staden Bad Buchau och kommunerna Allmannsweiler, Betzenweiler, Dürnau, Kanzach, Moosburg, Oggelshausen, Seekirch och Tiefenbach.

## Befolkningsutveckling
| Befolkningsutvecklingen i Alleshausen 1975–2015 | Befolkningsutvecklingen i Alleshausen 1975–2015 | Befolkningsutvecklingen i Alleshausen 1975–2015 | Befolkningsutvecklingen i Alleshausen 1975–2015 | Befolkningsutvecklingen i Alleshausen 1975–2015 |
| ----------------------------------------------- | ----------------------------------------------- | ----------------------------------------------- | ----------------------------------------------- | ----------------------------------------------- |
|                                                 |                                                 |                                                 |                                                 |                                                 |
| År                                              |                                                 |                                                 | Folkmängd                                       | Areal (ha)                                      |
| 1975                                            | 1975                                            |                                                 | 435                                             | 1 132                                           |
| 1980                                            | 1980                                            |                                                 | 429                                             | 1 131                                           |
| 1985                                            | 1985                                            |                                                 | 446                                             |                                                 |
| 1990                                            | 1990                                            |                                                 | 452                                             |                                                 |
| 1995                                            | 1995                                            |                                                 | 468                                             |                                                 |
| 2000                                            | 2000                                            |                                                 | 494                                             |                                                 |
| 2005                                            | 2005                                            |                                                 | 505                                             |                                                 |
| 2010                                            | 2010                                            |                                                 | 490                                             |                                                 |
| 2015                                            | 2015                                            |                                                 | 498                                             |                                                 |
|                                                 |                                                 |                                                 |                                                 |                                                 |